# Ferenc Pusztai
Ferenc Pusztai (Budapest, 15 maggio 1910 – 9 febbraio 1973) è stato un calciatore ungherese, di ruolo attaccante.

## Carriera

### Club
Ha giocato nella massima serie ungherese con l'Újpest dal 1933 al 1938, vincendo anche un campionato nella stagione 1934-1935.

### Nazionale
Ha esordito in nazionale il 17 settembre 1933 nella partita di Coppa Internazionale vinta dall'Ungheria per 3-0 contro la Svizzera a Budapest; ha vestito nuovamente la maglia della nazionale magiara il 20 marzo 1938 nella partita amichevole pareggiata per 1-1 contro la Germania a Norimberga.

## Palmarès

### Club

#### Competizioni nazionali
- Campionato ungherese: 1

Újpest: 1934-1935